# Павловка (Чаусский район)
Па́вловка (бел. Паўлаўка) — посёлок в составе Сластёновского сельсовета Чаусского района Могилёвской области Республики Беларусь.

## Население
- 2010 год — 33 человека